# Edgar Marcelino
Edgar Carvalho Figueira Marcelino conosciuto come Edgar Marcelino (Coimbra, 10 settembre 1984) è un ex calciatore portoghese, di ruolo centrocampista.

## Carriera

### Club
Ha giocato nella prima divisione portoghese con il Vitória Guimarães ed in quella cipriota con l'Omonia. In seguito ha giocato anche nella prima divisione indiana.

### Nazionale
Tra il 2004 ed il 2005 ha totalizzato complessivamente 3 presenze e 2 reti con la nazionale Under-21.